# دیوتس
دیوتس (به چکی: Divec) یک منطقهٔ مسکونی در جمهوری چک است که در ناحیه هرادتس کرالووه واقع شده‌است. دیوتس ۲۲۳ نفر جمعیت دارد.